# Koninklijke Vlaamse Schouwburg

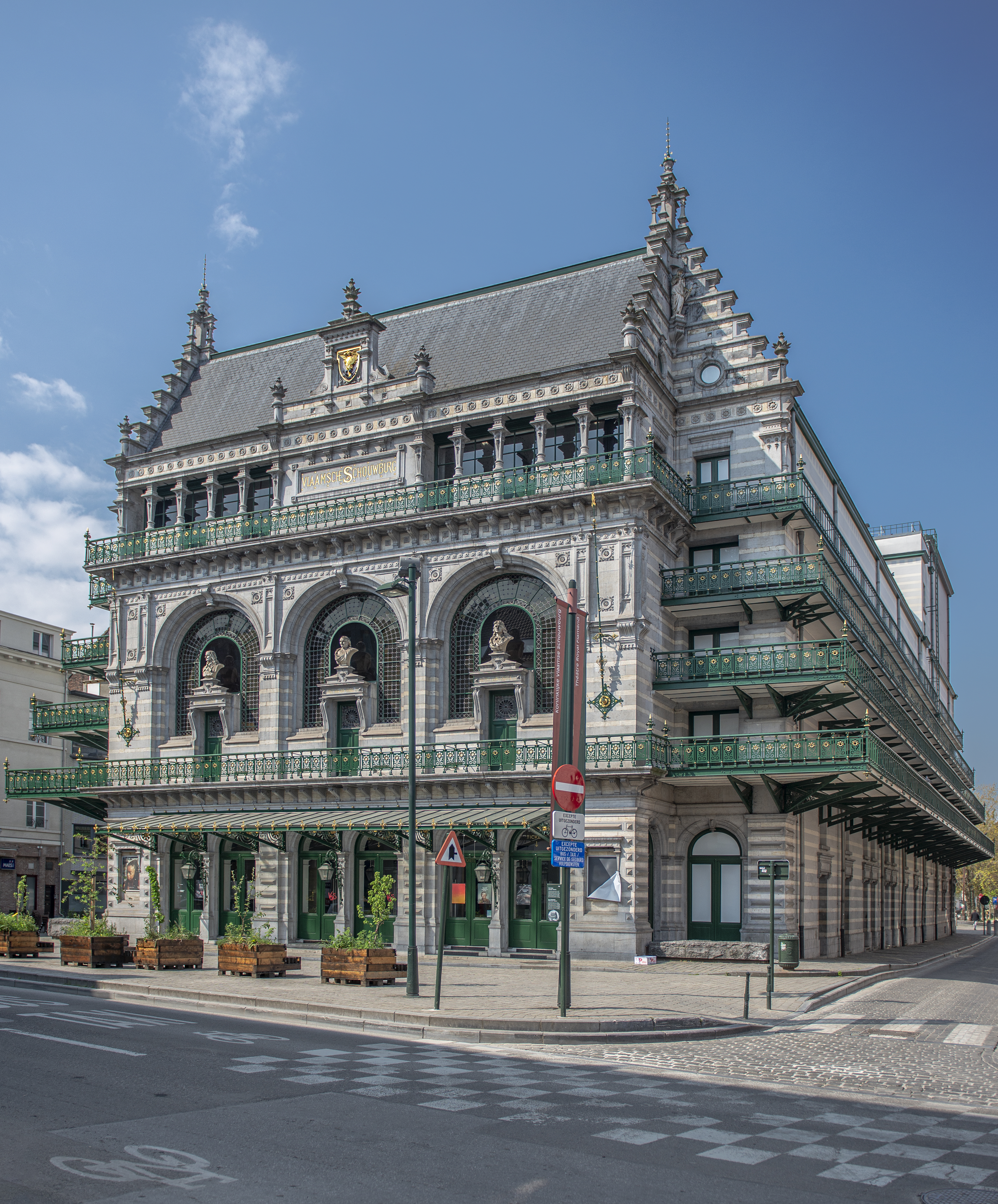
De Koninklijke Vlaamse Schouwburg - voorzijde

De Koninklijke Vlaamse Schouwburg (kortweg: KVS; in het Frans: Théâtre royal flamand) is een schouwburg in Brussel. De schouwburg brengt niet enkel klassiek nationaal en internationaal repertoire, maar ook meer eigentijdse expressievormen. Er is ook ruimte voor dans, dichtkunst, toonkunst en tijdelijke tentoonstellingen.

## Theatergezelschap
In 1852 werd het Tooneel der Volksbeschaving opgericht door Jacob Kats. In 1858 verenigde Kats De Volksbeschaving en vijf andere groepen in het Vlaemsch Tooneelverbond. Dat ging failliet in 1859. In datzelfde jaar nog richtten Felix Vande Sande en Pieter Gassée het Vlaemsch Kunstverbond op. Ook dat initiatief stootte op tegenwerking van de Stad en ging in 1866 failliet. In 1877 werd dan de Naamloze Maatschappij ter exploitatie eens Nederlandschen Schouwburgs te Brussel opgericht. Felix Vande Sande werd tot directeur benoemd. Pas in 1887 vond dit gezelschap een vast, eigen onderkomen in de Lakensestraat in Brussel, in wat De Vlaamsche Schouwburg zal genoemd worden, een naam die ook die van het gezelschap werd. Bij de plechtige opening door koning Leopold II van België op 13 oktober sprak voor het eerst een Belgische vorst Nederlands in het openbaar. Zeven jaar later kon aan de naam van schouwburg en gezelschap het predicaat Koninklijk worden toegevoegd.
Heden ten dage is het gezelschap een internationaal vermaard professioneel gezelschap. Het speelt niet alleen Nederlands- en anderstalig klassiek toneel, maar ook experimentele stukken.

## Gebouwen

### Het gebouw van Nivoy en Baes

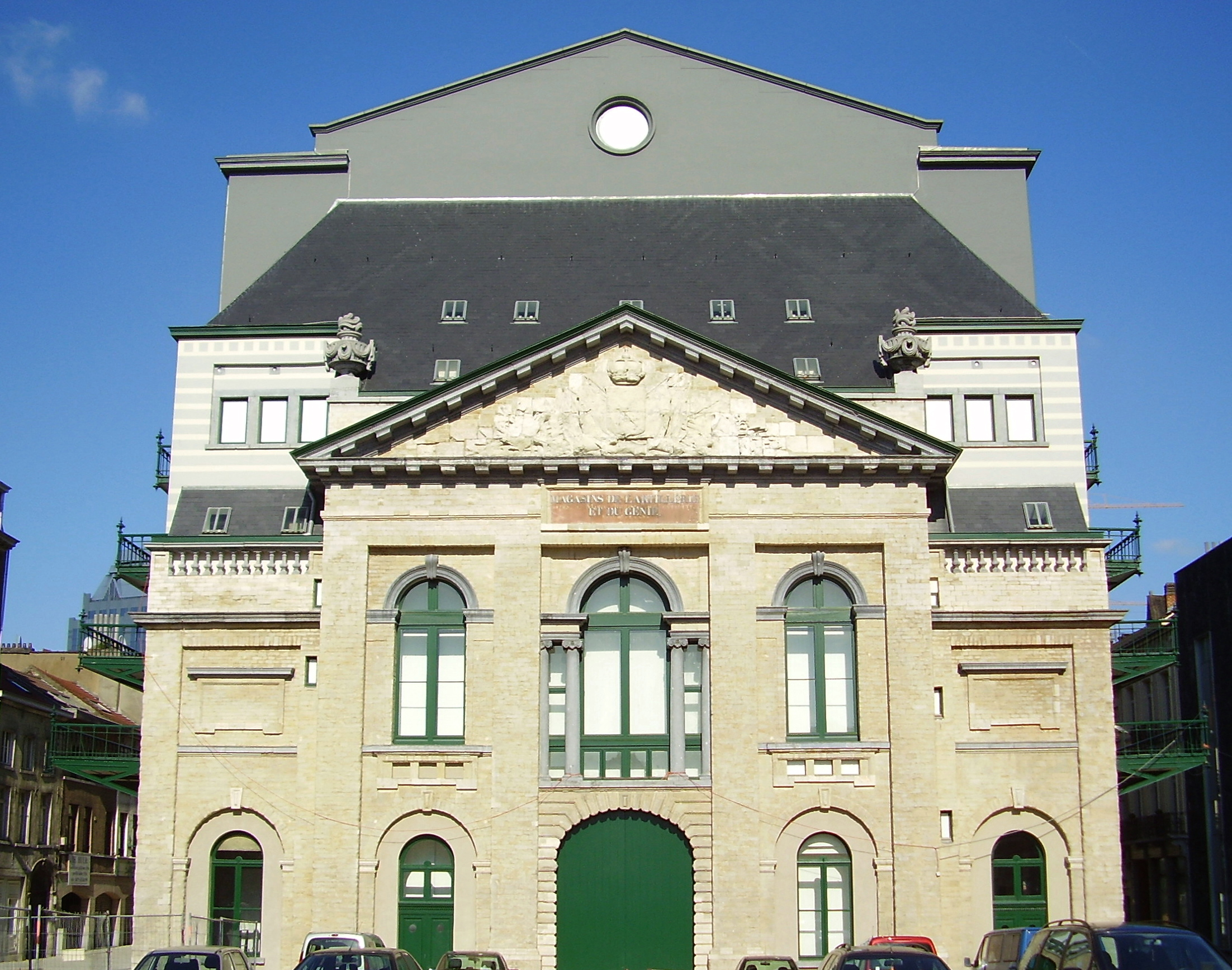
De voorkant van het arsenaal - de achterkant van de schouwburg

Het door het theatergezelschap in 1877 betrokken onderkomen aan de Lakensestraat beviel slecht: het was te excentrisch gelegen. Het oog viel op een gebouw aan de Arduinkade: het voormalige keizerlijk stapelhuis, dat in gebruik was als wapenhuis van de kazerne van het Klein Kasteeltje.
Het wapenhuis stond aan het einde van het in 1639 uitgegraven Stapelhuisdok, onderdeel van de Haven van Brussel en in verbinding met het Zeekanaal Brussel-Schelde. Langs het dok liepen de Arduinkade en de Hooikade. Aan die laatste kade werd het hooi uitgeladen dat tot voer diende van de trekpaarden. In het midden van de 17e eeuw werden hier namelijk de paarden voor de trekschuiten uitgespannen. Ook was er een beestenmarkt en een overslag. De rijke handelaren bouwden hier toen grote pakhuizen, waarvan nog sporen zijn te vinden in de bebouwing van de kades. Tussen 1779 en 1781 werd, naar ontwerp van architect Remy Nivoy en met de stad als opdrachtgever, een centraal stapelhuis opgericht dat bestemd was voor de tijdelijke opslag van waren. Tijdens de Franse tijd werd er een regiment gevestigd dat al onder het Verenigd Koninkrijk der Nederlanden verdween. In 1860 kreeg het gebouw een nieuwe bestemming als wapenhuis van het landleger.
In 1883 keurde de stad Brussel de plannen goed om dit vroegere wapenhuis te verbouwen tot Vlaamse schouwburg. Bijzondere aandacht werd daarbij besteed aan de balkons en de brandveiligheid. De inrichting in neo-Vlaamse renaissancestijl met veel gietijzeren ornamenten en muurschilderingen was van de hand van Jean en Henri Baes. Van architect-decorateur Jean Baes werd verlangd dat hij de voorgevel van het voormalige wapenhuis als achtergevel in de nieuwe schouwburg zou integreren.
De nieuwe voorgevel en tevens pronkgevel in neorenaissancestijl aan de kant van de Lakensestraat werd verfraaid met drie borstbeelden van vermaarde 17e- en 18e-eeuwse Nederlandse toneelschrijvers. Het borstbeeld van de centrale travee stelt Joost van den Vondel voor, door beeldhouwer J. De Keyser; de rechtse travee wordt gedomineerd door het borstbeeld van Pieter Langendijk, door Albert Hambresin: en de linkse door Willem Ogier. De twee eerste schrijvers waren werkzaam in de Republiek der Zeven Verenigde Nederlanden, de laatste in de Spaanse Nederlanden. Twee allegorische figuren zijn afgebeeld in de hoeken bovenaan de trapgevels aan weerszijden van de hoofdgevel: de ene stelt het Treurspel voor, door beeldhouwer Isidore De Rudder; de andere het Blijspel, door Emile Namur. Aan de twee laterale gevels vallen de lange doorlopende gietijzeren balkons op die bedoeld waren om de eventuele evacuatie van het theater makkelijker te maken, met name bij brand. De technische oplossingen van de architect deden Horta later verklaren: "Met zijn Vlaams theater heeft Jean Baes mij dwingend naar de moderniteit geloodst."

### Plechtige opening in 1887 en toespraak door koning Leopold II
Op 1 oktober 1887 werd het gebouw als "Vlaamsche Schouwburg" plechtig geopend, naar aanleiding waarvan, in aanwezigheid van onder meer Burgemeester Buls, de Belgische koning Leopold II op 13 oktober er zijn eerste Nederlandse officiële toespraak hield met de volgende woorden (aangepaste spelling). "Ik bedank U, mijnheer de burgemeester, over de woorden, welke gij mij komt toe te sturen. Zij beantwoorden aan mijn eigene gevoelens. De Vlaamse toneelkunst, waaraan gij dit prachtig gebouw wijdt, heeft al mijne genegenheid. Indien de kennis der vreemde talen ten onzen tijde bijzonder nuttig is, is die der nationale talen een noodzakelijkheid. Het is nodig ze aan de jeugd gelijktijdig te doen aanleren en het is te wensen, dat het gebruik er van aan alle Belgen meer en meer gemeen worde. Gij hebt gelijk te zeggen: ‘Eigen kunst is eigen leven’. Het Vlaams toneel heeft altijd getracht zedelijk en vaderlands te zijn. Dat het niet ophoude de grote beelden onzer geschiedenis aan het volk te doen kennen; dat het zonder ophouden de deugden onzer voorvaderen, hunne genegenheid en verkleefdheid aan het openbaar welzijn verheerlijke. Het heeft daar een schone taak te vervullen. Ik hadde gewenst, dat de omstandigheden mij zouden toegelaten hebben bij de inhuldiging van deze Schouwburg aanwezig te zijn. Het is mij een waar genoegen de vertoning van heden avond bij te wonen. Het zal de eerste maal niet zijn, dat ik de gelegenheid zal hebben onze Vlaamse toneelschrijvers te waarderen en hunne werken toe te juichen. Dat zij wel overtuigd zijn, dat zij op al mijne welwillendheid mogen rekenen." (Paul Fredericq, Vlaamsch België sedert 1830 - Studiën en Schetsen bijeengebracht door het Algemeen Bestuur van het Willems-Fonds ter gelegenheid van het jubeljaar 1905, J. Vuylsteke, Gent, deel 1, blz. 221-222)
In 1894 verkreeg de Schouwburg het predicaat Koninklijk: de "Koninklijke Vlaamsche Schouwburg" was geboren.
Na de vernielende brand van 1955 bleef van het oorspronkelijke interieur niet veel meer over dan de trapzaal en het foyer, met dien verstande dat van de oorspronkelijke polychromie daarvan na de verbouwing en restauratie niets meer te zien was. Aan de buitengevels werd niet geraakt. De architecten van de nieuw gebouwde ruimtes, met name de toneelzaal, schikten zich naar de toentertijd levende opvattingen aangaande veiligheid, doelmatigheid en moderne noden. Op 9 september 1993 werd de gevel en de foyer bij Koninklijk Besluit beschermd als monument.
De zich opdringende restauratie kon echter pas worden opgestart na lang aanslepende en communautair getinte discussies omtrent welke overheid nu financieel verantwoordelijk was voor wat. Even heftig waren de discussies over de door de architecten voorgestelde verbouwingen, waarbij een door de directie van de schouwburg ondersteund voorstel werd gelanceerd om de oude achtergevel van Nivoy een aantal meters te verplaatsen teneinde meer ruimte te winnen. Dit voorstel stuitte op algemeen verzet, van de publieke opinie, van politici en van bevoegde instanties. In 2001 werd begonnen met de restauratie en renovatie. De schouwburg opende uiteindelijk weer de deuren in 2006.

### Een nieuw gebouw
De ruimte die niet kon worden verkregen door de verplaatsing van de achtergevel, werd elders gezocht en gevonden. De nieuwe toneelzaal contrasteert door haar eigentijdse stijl met de oorspronkelijke elementen. Aan de Arduinkaai, vlak naast het oude gebouw, werd een nieuwe constructie opgetrokken die twee repetitieruimtes omvat, waaronder een dansstudio, kantoren, een eigen foyer en een vlakke vloer zaal. De voorgevel van dit gebouw bevat een enorme vensteropening die de toegangshellingen naar de bovenverdiepingen verlicht. De grote glaspartij en bijhorend dakterras aan de repetitiezaal voorziet deze bij dag overvloedig van licht..
Het oude gebouw wordt aangeduid met KVS Bol, terwijl het nieuwe gebouw met KVS Box aangeduid wordt.

## Betekenis van de schouwburg
In het gebouw is, behalve voor toneel, ook plaats voor dichtkunst, tentoonstellingen en muziekvoorstellingen. De schouwburg is daarmee welhaast geëvolueerd tot een polyvalent cultureel centrum. Sinds de opening in 1887 geldt het als het paradepaardje van de Vlaamse Gemeenschap in Brussel.
In 1922 wordt in de KVS het eerste landjuweel voor amateurtoneel georganiseerd onder impuls van Herman Teirlinck, die hiermee het gebruik van het ABN (zoals het toen nog heette) poogde aan te wakkeren.
Vlaamse minister van Cultuur Bert Anciaux, die in die functie het Vlaamse cultuurbeleid van de jaren 2000 heeft beheerst, legt sterk de nadruk op de stedelijke en interculturele functie van het gebouw. Sommige projecten worden ook buiten de schouwburg uitgevoerd.

## Ligging
Het gebouw staat aan de hoek Arduinkaai / Lakensestraat in de wijk "De Kaaien", ten noorden van het historische centrum en nog net binnen de Kleine Ring. In deze wijk bevond zich tot 1921 de Haven van Brussel, waaraan ook straatnamen als Hooikaai en Brandhoutkaai nog aan herinneren. Deze haven werd na de aanhechting van de gemeenten Neder-Over-Heembeek en Haren door de stad Brussel verplaatst naar een locatie verder noordwaarts langs het Zeekanaal Brussel-Schelde. Het dichtstbijzijnde metrostation is metrostation IJzer.

## Busten op de gevel

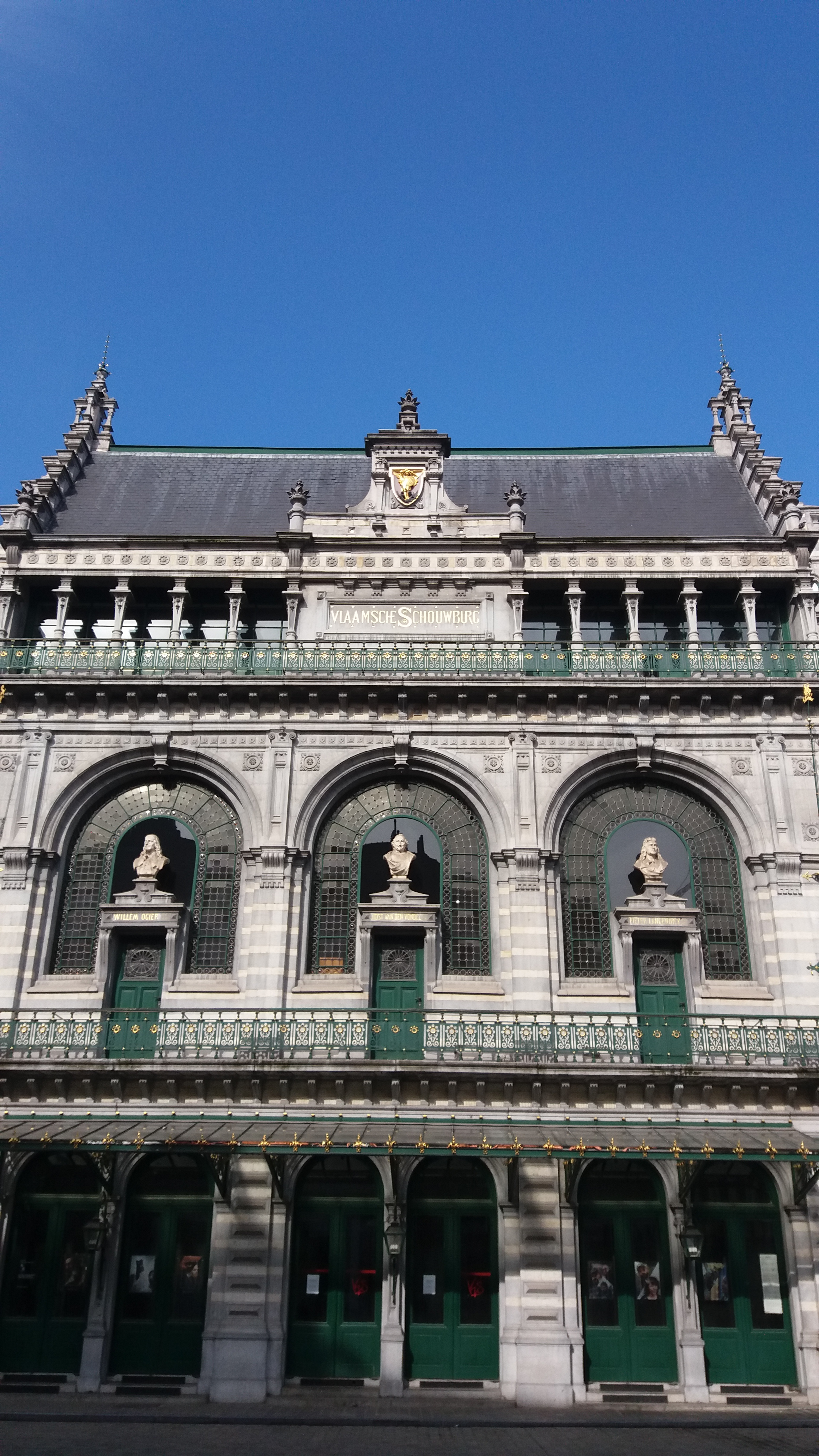
Links, Willem Ogier (foto close-up ontbrekend).
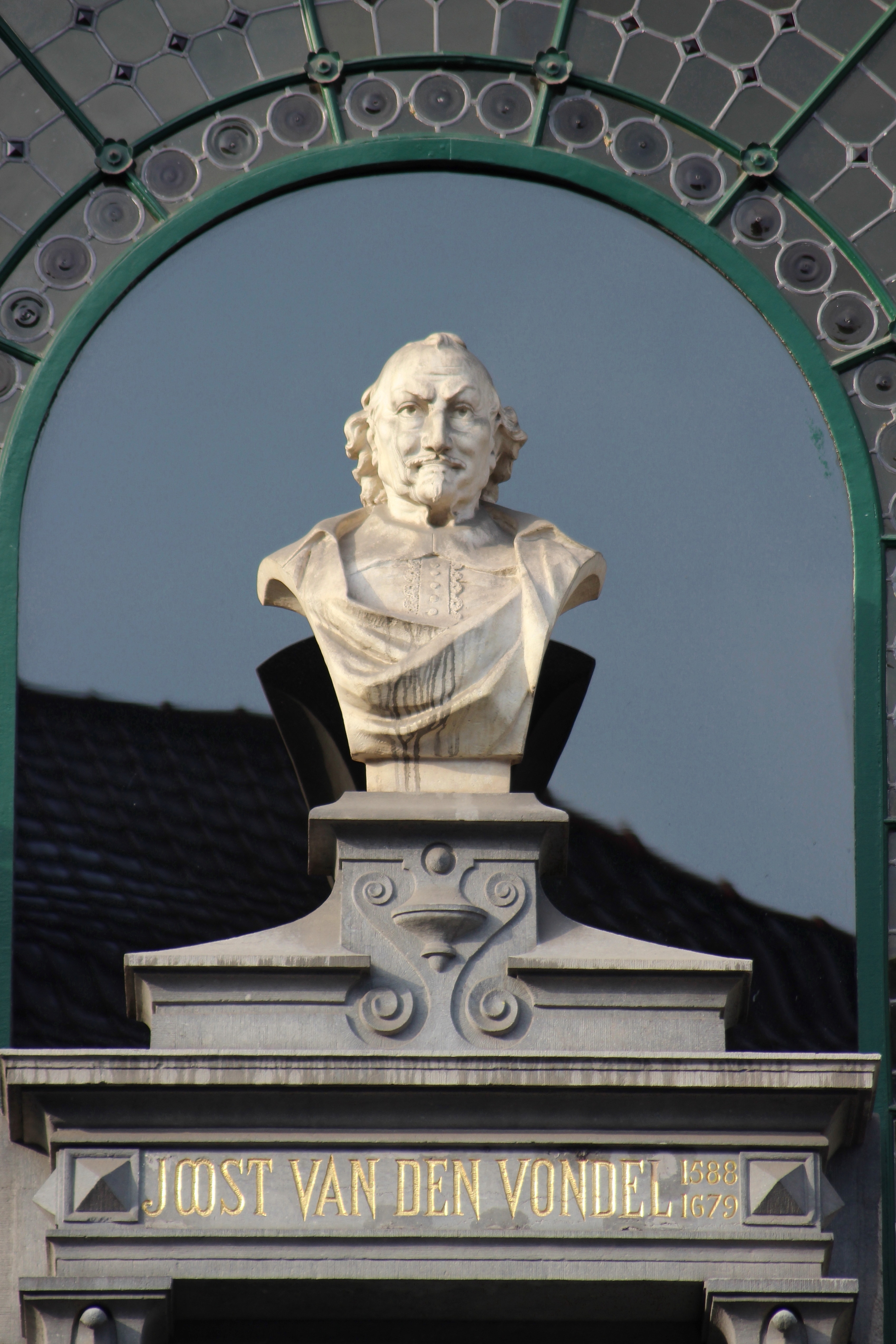
In het midden, Joost van den Vondel.
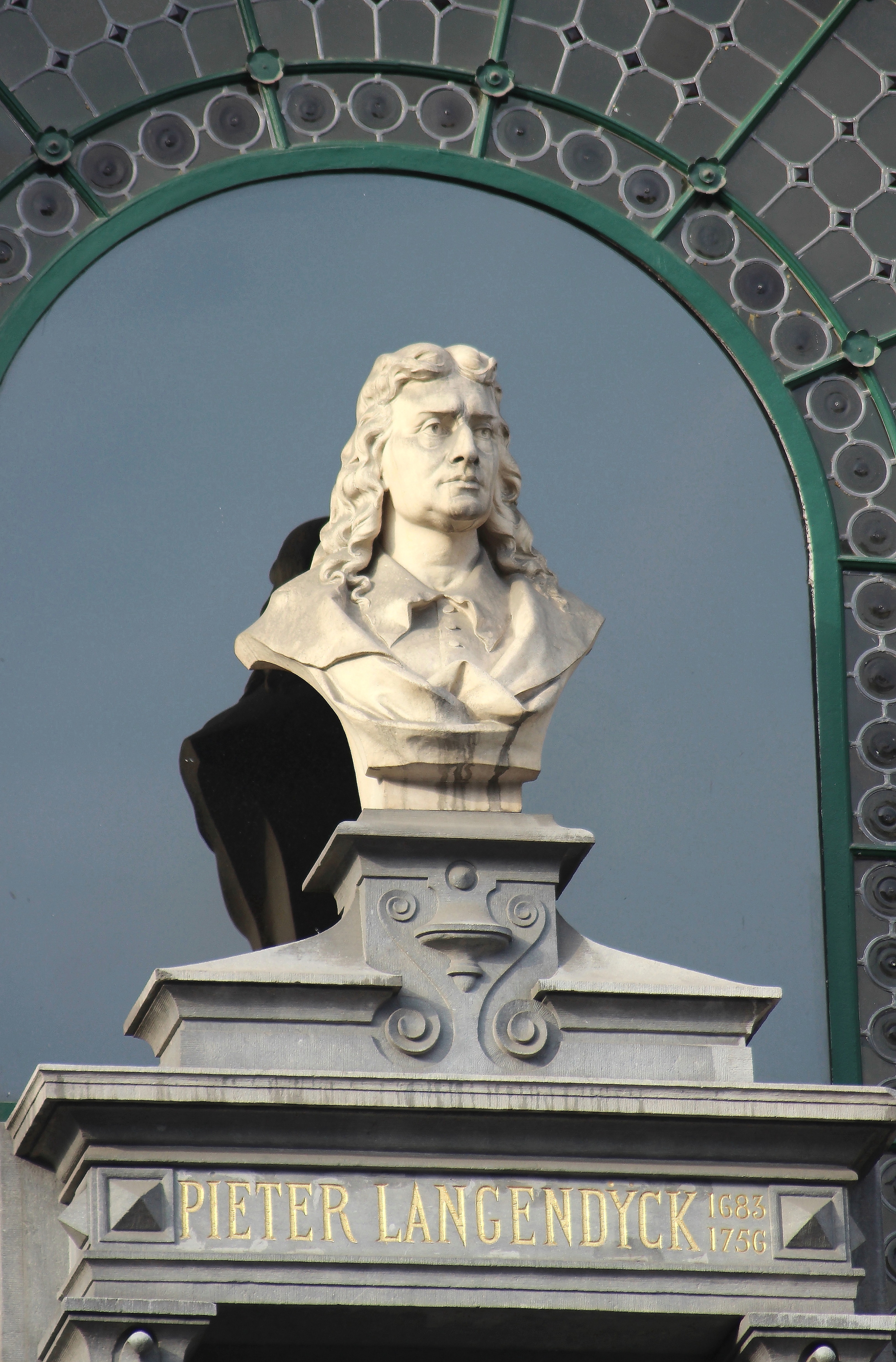
Rechts, Pieter Langendijk.